# 982
| [ Edytuj tabelę ]              |                                                         |
| Książę Polski                  | - 960 Mieszko I 992                                     |
| Król Anglii                    | - 978 Ethelred II Bezradny 1016                         |
| Hrabia Aragonii i król Nawarry | - 970 Sancho II 994                                     |
| Hrabia Barcelony               | - 947 Borrell II 992                                    |
| Książę Bawarii                 | - 976 Otton I Szwabski 982 - 982 Henryk III Młodszy 985 |
| Książę Burgundii               | - 965 Odo-Henryk 1002                                   |
| Cesarz Bizancjum               | - 976 Bazyli II Bułgarobójca 1025                       |
| Car Bułgarii                   | - 977 Roman 997 - 976 Samuel Komitopul 1014             |
| Cesarz Chin                    | - 976 Song Taizong 997                                  |
| Książę Czech                   | - 972 Bolesław II Pobożny 999                           |
| Król Danii                     | - 958 Harald Sinozęby 987                               |
| Władca Egiptu                  | - 975 Al-Aziz 996                                       |
| Król Franków zachodnich        | - 954 Lotar 986                                         |
| Król Gruzji                    | - 961 Dawid III 1001                                    |
| Hrabia Holandii                | - 939 Dirk II 988                                       |
| Cesarz Japonii                 | - 969 En’yū 984                                         |
| Kalif                          | - 974 At-Ta’i 991                                       |
| Hrabia Kastylii                | - 970 Garcia I Fernandez 995                            |
| Król Khmerów                   | - 968 Dżajawarman V 1001                                |
| Wielki książę Kijowa           | - 978 Włodzimierz I Wielki 1015                         |
| Władca Korei                   | - 981 Sŏngjong 997                                      |
| Król Leónu                     | - 966 Ramiro III 984                                    |
| Król Munsteru                  | - 978 Brian Śmiały 1014                                 |
| Król Norwegii                  | - 974 Harald Sinozęby 987                               |
| Hrabia Palatynatu              | - 945 Hermann Pusillus 994                              |
| Papież                         | - 974 Benedykt VII 983                                  |
| Hrabia Portugalii              | - 950 Gonçalo Mendes 999                                |
| Cesarz Rzymski (niemiecki)     | - 973 Otton II 983                                      |
| Książę Saksonii                | - 973 Bernard I 1011                                    |
| Król Szkocji                   | - 971 Kenneth II 995                                    |
| Król Szwecji                   | - 970 Eryk Zwycięski 995                                |
| Doża Wenecji                   | - 979 Tribuno Memmo 991                                 |
| Książę Węgier                  | - 970 Gejza 997                                         |
| Cesarz Wietnamu                | - 980 Lê Hoàn 1005                                      |

Rok 982 / CMLXXXII
stulecia: IX wiek ~
X wiek ~
XI wiek

lata: 972 «
977 «
978 «
979 «
980 «
981 «
982
» 983
» 984
» 985
» 986
» 987
» 992

## Wydarzenia na świecie
- Europa
  - 19 lutego – św. Wojciech został biskupem praskim.
  - 14 lipca – Otton II pobity przez Arabów w bitwie pod Krotoną w Kalabrii.
- Europa/Ameryka
  - Eryk Rudy, wygnany z Islandii, dotarł do wybrzeży Grenlandii, gdzie założył pierwszą normańską osadę.

## Zmarli
- 2 stycznia - Thietmar z Pragi, pierwszy biskup praski (ur. ?)
- 13 lipca - Gunter z Merseburga, margrabia Miśni (ur. ok. 920)
- 31 października - Otton I Szwabski, książę Szwabii i Bawarii (ur. 954)
- data dzienna nieznana :
  - Jordan - pierwszy biskup Polski (ur. ?)